# Méné
Taxons concernés
Parmi la famille des Cyprinidés:
- Couesius
- Cyprinella
- Hybognathus
- Notemigonus
- Notropis
- Phoxinus
- Pimephalesmodifier

Un méné est le nom vernaculaire d'un certain nombre d'espèces de petits poissons d'eau douce, appartenant à plusieurs genres de la famille des Cyprinidés.

## Liste des espèces[1]
- Méné à grosse tête (Pimephales promelas)
- Méné à menton noir (Notropis heterodon )
- Méné à museau arrondi (Pimephales notatus)
- Méné à museau noir (Notropis heterolepis )
- Méné à nageoires rouges (Luxilus cornutus)
- Méné à tache noire (Notropis hudsonius)
- Méné à tête rose (Notropis rubellus)
- Méné bleu (Cyprinella spiloptera)
- Méné d'argent (Hybognathus regius)
- Méné d'herbe (Notropis bifrenatus)
- Méné de lac (Couesius plumbeus)
- Méné émeraude (Notropis atherinoides)
- Méné jaune (Notemigonus crysoleucas)
- Méné laiton (Hybognathus hankinsoni)
- Méné paille (Notropis stramineus)
- Méné pâle (Notropis volucellus)
- Méné ventre citron (Phoxinus neogaeus)
- Méné ventre rouge (Phoxinus eos)